# Rami Gershon
Rami Gershon (hebräisch רמי גרשון; * 12. August 1988 in Rishon LeZion) ist ein israelischer Fußballspieler. Er spielt seit 2017 bei Maccabi Haifa in der Ligat ha’Al, der höchsten israelischen Spielklasse.

## Verein
Gershon begann seine Karriere in der Jugendmannschaft von Hapoel Rishon LeZion, von welchen er 2008 in die erste Mannschaft geholt wurde. In seiner ersten Saison gelang der Aufstieg von der dritthöchsten israelischen Spielklasse in die zweithöchste, der Liga Leumit.
Daraufhin wurde er an Standard Lüttich nach Belgien verliehen. Sein Debüt in der Jupiler Pro League gab der Innenverteidiger am 21. Februar 2010 gegen den FC Brügge. Weiters kam er in einem Play-off-Spiel zur Europa League zum Einsatz. Sein Debüt auf europäischer Klubebene gab der Israeli am 18. Februar 2010 gegen den FC Red Bull Salzburg in der 2. Runde der Europa League, als er in der 85. Minute für Sébastien Pocognoli eingewechselt wurde. Das Spiel wurde 3:2 gewonnen. Im Achtelfinale gegen Panathinaikos Athen kam er ebenfalls zum Einsatz. Man schied später im Viertelfinale aus und wurde in der Meisterschaft Achter im Grunddurchgang und Zweiter in der Gruppe B beim Europa-League-Play-off.
Im Sommer 2010 wurde er dann endgültig von Standard verpflichtet. Von Les Rouches wurde er danach an den KV Kortrijk verliehen. Im Januar 2013 wurde Gershon an Celtic Glasgow verliehen, die sich zudem eine Kaufoption sicherten. Nach Leihende kehrte Gershon nach Lüttich zurück, wurde aber noch im Sommer 2013 von Ligakonkurrent Waasland-Beveren unter Vertrag genommen. Er kam dort nur unregelmäßig zum Einsatz und schloss sich im Sommer 2014 KAA Gent an. In Gent wurde er in der Saison 2014/15 auf Anhieb zur Stammkraft. Diesen Status verlor er mit Beginn der neuen Spielzeit wieder. Im Sommer 2017 kehrte er in sein Heimatland zurück, wo er bei Maccabi Haifa anheuerte.

## Nationalmannschaft
2010 debütierte er in der israelischen Nationalmannschaft und absolvierte in sieben Jahren insgesamt 26 Spiele, in denen zweimal traf.

## Erfolge
- Schottischer Meister: 2013
- Schottischer Pokalsieger: 2013
- Belgischer Meister: 2015
- Israelischer Meister: 2021 (und Superpokalsieger 2021), 2022 und 2023